# Pablo Ruiz Barrero
Pablo Ruiz Barrero (Sevilla, 25 de febrer de 1981) és un futbolista andalús retirat, que ocupava la posició de defensa.

## Trajectòria esportiva
Format al planter del Sevilla FC, hi juga nou partits a primera divisió amb els sevillistes, entre la 04/05 i la 05/06. Sense continuïtat al Sevilla, a l'estiu del 2006 marxa al Reial Múrcia CF, on disputa 25 partits. A la temporada següent retorna a Andalusia, al Córdoba CF, també de Segona Divisió, amb qui és titular la temporada 07/08, mentre que a la següent hi juga 16 partits.
L'estiu del 2009 s'incorpora al FC Cartagena, recén ascendit a la categoria d'argent. Roman dues temporades al club de la Regió de Múrcia abans de fitxar pel CE Sabadell.